# Xanddy
Manuel Alexandre Oliveira da Silva (Salvador, 12 de junho de 1979), mais conhecido como Xanddy, é um cantor, compositor e empresário brasileiro.

## Primeiros passos
Nascido no bairro da Liberdade em Salvador, aos oito anos Manuel Alexandre Oliveira da Silva, mais conhecido como Xanddy, ganhou de sua avó um violão de brinquedo. O presente inusitado para uma criança já seria um indicio de sua carreira futura, mas o que sua avó não sabia era que o violão dado de presente seria o ponto de partida para o seu relacionamento a música. Durante um bom período, para Xanddy, a sua brincadeira preferida era sentar em volta do rádio, com o violão na mão, imaginando que ele estava “dentro do rádio”, tocando a música que estava tocando no rádio.
Ainda criança, existia um grupo que formava uma roda de samba na ladeira do Canto da Cruz, no bairro vizinho da Soledade. Para aquela criança, assistir aquele encontro semanal era quase que sagrado. Ele passava horas olhando a alegria daquele povo, imaginando fazer parte de tudo aquilo. Na adolescência montou o "Trio de MC" na OAF – Organização de Auxilio Fraterno, mesma instituição em que fez o ensino técnico e o grupo foi mantido quando ele se transferiu para o CFJI – Centro de Formação de Jovens Instrutores. Na grade curricular do CFJI existiam três disciplinas culturais que trabalhavam aspectos culturais da Bahia como a capoeira, mas Xanddy era aluno assíduo mesmo apenas naquilo que era relacionado a música e foi nesta instituição que ele subiu ao palco pela primeira vez, em uma festa organizada pelos próprios estudantes.

## 1996-1998: Gente da Gente
Em 1996, Xanddy assumiu os vocais do grupo de pagode Gente da Gente. Com esta banda, emplacou em Salvador o seu primeiro sucesso, a música “Pegando Fogo” e abriu shows para Mastruz com Leite, em Salvador, e para Sandra de Sá, em Feira de Santana. Aos 17 anos, Xanddy se mudou para o bairro popular de São Caetano, que apesar disso, tem uma vida cultural efervescente, sendo celeiro de diversos grupos musicais. Dois anos mais tarde, em 1998,no carnaval de 1998,ainda no Grupo Gente da Gente, ele puxou o bloco Rekinte, aonde chamou a atenção de algumas das principais figuras da música baiana. Nesse período, ele já estava se tornando uma pessoa conhecida e foi apresentado ao diretor musical do então grupo desconhecido Harmonia do Samba. Naquele momento iniciava-se uma relação de amizade integrantes da banda, chegando a assistir alguns ensaios do Harmonia que aconteciam na rua da Glória, no bairro da Capelinha e já sonhava em fazer parte do grupo. Chegou a cantar muitas vezes somente como convidado, chegando a compor algumas músicas com os integrantes da grupo.

## 1998-2022: Harmonia do Samba
No mesmo ano, ele passou a fazer parte oficialmente do Harmonia do Samba, assumindo os vocais. Os ensaios aconteciam em um espaço chamado de “família Harmonia”, mesmo com alguma dificuldade, o grupo em curto espaço de tempo conseguiu galgar algum espaço no mercado baiano. No carnaval do ano seguinte, as características únicas do grupo chamaram a atenção da mídia, e consequentemente o grupo estourou de tal modo que ele se consolidou no mercado brasileiro. Desde então 16 CDs foram lançados e quatro turnês registradas em DVD.
Logo em seguida ao carnaval de 1999, a figura de Xanddy ficou nacionalmente conhecida, chegando a participar dos principais programas da televisão brasileira. Nos dois anos seguintes, era habitual ver sua figura nos programas de Xuxa, Gugu Liberato, Silvio Santos, Faustão, Jô Soares, Hebe Camargo, entre outros. Hoje, a banda comemora uma agenda sempre movimentada, contabilizando uma média de 120 shows por ano no Brasil e exterior, creditando mais de quatro milhões de discos vendidos e pelo menos uma turnê internacional anual nos países da Europa Ocidental, além de Japão, EUA e nos PALOP.
Em 14 de setembro de 2022,  Xanddy anunciou em suas redes sociais o encerramento do grupo e que o mesmo irá seguir carreira solo.

## 2022-presente: Carreira solo
Em 14 de setembro de 2022, Xanddy anunciou através de suas redes sociais o encerramento do grupo Harmonia do Samba, e o início de sua carreira solo.

## Carreira como empresário
Ao mesmo tempo que o grupo crescia, Xanddy começou a fazer produções musicais, chegando a montar o primeiro estúdio aos 24 anos, ampliando o seu conhecimento na área fonográfica, criando o selo musical “Muralha Records” que hoje detém os diretos musicais do Harmonia do Samba e de outros artistas do gênero.
Após divergências com diversas produtoras e selos musicais, Xanddy atualmente tem sua própria empresa a HS Produções, que fica à frente de seus projetos e de suas turnês. Um dos projetos notórios geridos pela empresa é a série de shows chamada “A Melhor Segunda Feira do Mundo” que é realizada desde 2005.No ano seguinte, ele fundou o bloco Bloco Meu & Seu que compartilha com o grupo Harmonia do Samba. Desde 2005, Xanddy é embaixador do braço sergipano do GACC (Grupo de Apoio à Criança com Câncer), participando de diversas ações do grupo no estado.

## Vida pessoal
Filho de Judite Meneses de Oliveira e Manoel Carvalho da Silva, Xanddy é casado com a apresentadora, atriz e dançarina Carla Perez, com quem tem dois filhos (Camilly Victória e Victor Alexandre).

## Discografia
- 1999: Harmonia do Samba
- 2000: O Rodo
- 2001: A Casa do Harmonia
- 2002: Pé No Chão
- 2003: Meu E Seu
- 2004: Da Capelinha para o Mundo
- 2005: Harmonia do Samba: Ao Vivo Em Salvador
- 2007: Esse Som Vai Te Levar
- 2008: Esse Som Vai Te Levar: Ao Vivo
- 2009: Harmonia Romântico: Ao Vivo
- 2010: Só pra Dançar
- 2011: Selo de Qualidade (Ao vivo)
- 2012: Tudo de Novo
- 2013: Harmonia do Samba - 20 Anos
- 2015: Harmonia do Samba – Tá no DNA
- 2017: Álbum Duplo “Ontem e Hoje”
- 2017: Harmonia Do Samba - Ao Vivo Em Brasília
- 2018: Atualize-se
- 2019: Churrasco e Harmonia
- 2021: #AMSM ao vivo em Salvador
- 2021: Samba em Harmonia

Algumas músicas de sua autoria:
- Meus Sentimentos

- Desafio

- Pegando Fogo

- Joga o Laço

- Comando

- Nossa Paradinha

- Nova Paradinha

- Overdose De Carinho

- Momentos

- Uma Chance

- Já É Carnaval

- Amorzinho

- Ai Ai Ai

## Premiações

##### Discos
- 2 discos de ouro
- 1 disco de platina
- 3 discos de platina-duplo
- 1 disco de platina-triplo

##### Troféu Band Folia
- Categoria “Melhor Cantor” do Carnaval 2004.
- Por cinco anos consecutivos, até o Carnaval de 2016, vencedor na categoria “Melhor Banda de Pagode”

##### Troféu Castro Alves
- Categoria “Melhores do Carnaval” em 2011
- Categoria “Hour Concour” do Carnaval em 2013
- Categoria “Melhores do Carnaval” em 2014

##### Troféu Dodô & Osmar
- Categoria “Cantor Revelação” no Carnaval em 2000
- Categoria “Melhor Cantor” no Carnaval em 2001
- Categoria “Melhor Cantor” no Carnaval em 2004

##### Troféu Itapoan FM
- Categoria “Melhor Banda de Pagode” - Vencedor no Carnaval 2011
- Categoria “Melhor Cantor” – Vencedor no Carnaval 2012
- Categoria “Melhor Performance” – Vencedor Carnaval 2012
- Categoria “Melhor Banda de Pagode” – Vencedor no Carnaval 2012
- Categoria “Melhor Cantor” - Vencedor no Carnaval 2015
- Categoria “Melhor Bloco” - Vencedor no Carnaval 2015
- Categoria “Melhor Banda de Pagode” – Vencedor no Carnaval 2015
- Categoria “Melhor Cantor” - Vencedor no Carnaval 2016

##### Troféu Micareta de Feira
- Categoria “Melhor Banda de Pagode” – Vencedor em 2011
- Categoria “Melhor Música” - Vencedor com a Música “Comando” em 2010

##### Grammy Latino
- Em 2001, disputou a categoria “Melhor Álbum de Samba ou Pagode”, com o álbum "O Rodo".
- Em 2008, disputou a categoria “Melhor Álbum de Música Contemporânea Regional”, com o álbum "Esse Som Vai Te Levar - Ao Vivo".
- Em 2009, a banda foi uma das finalistas na categoria “Melhor Álbum de Samba/Pagode”, com o CD/DVD Harmonia Romântico Ao Vivo.

## Filmografia
- 2000: Xuxa Popstar